# Liste der Monuments historiques in Saint-Martin-l’Heureux
Die Liste der Monuments historiques in Saint-Martin-l’Heureux führt die Monuments historiques in der französischen Gemeinde Saint-Martin-l’Heureux auf.

## Liste der Objekte
| Bezeichnung | Beschreibung                                                      | Standort                       | Kennzeichnung | Schutzstatus    | Datum  | Bild |
| ----------- | ----------------------------------------------------------------- | ------------------------------ | ------------- | --------------- | ------ | ---- |
| Glocke      | Bronze, 1463 gegossen; während des Ersten Weltkriegs verschwunden | in der Kirche St-Martin (Lage) | PM51001599    | Classé gelöscht | ? 1942 |      |